# Université libre de Bruxelles
Université libre de Bruxelles (în română Universitatea liberă din Bruxelles), abreviat ULB, este o universitate de limbă franceză fondată în 1970 și unul dintre marile centre de educație și cercetare din Europa. În Regiunea Capitalei Bruxelles există și universitatea Vrije Universiteit Brussel – abreviat VUB, în traducere tot Universitatea liberă din Bruxelles – de limbă neerlandeză, care a luat ființă în 1970 prin scindarea universității din 1834 pe linie lingvistică. Cele două universități nu folosesc denumirile lor în traducere, pentru a evita ambiguitatea.

## Istorie

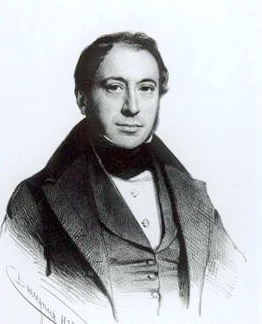
Portretul lui Théodore Verhaegen, fondatorul ULB

Când statul belgian a fost format în 1830 de nouă provincii separatiste din Regatul Țărilor de Jos, el avea trei universități de stat, în Gent, Liège și Louvain, dar nici o universitate în noua capitală, Bruxelles. De vreme ce guvernul a renunțat să finanțeze o altă universitate de stat, un grup de francmasoni și intelectuali condus de Pierre-Théodore Verhaegen și Auguste Baron intenționau să creeze o universitate privată, permisă în temeiul Constituției belgiene. După ce Biserica Catolică a sponsorizat înființarea Universității Catolice din Mechlin în 1834, Université Libre de Belgique (Universitatea Liberă din Belgia) a fost deschisă la 20 noiembrie 1834. În 1836, el și-a schimbat denumirea în Université Libre de Bruxelles.